# Kevin Agudelo
Kevin Andrés Agudelo Ardila (Puerto Caicedo, Putumayo, 14 de noviembre de 1998) es un futbolista colombiano. Juega como centrocampista y su equipo es el Al-Wahda de la UAE Pro League de Emiratos Árabes Unidos cedido por el Al-Nasr.

## Trayectoria

### Inicios
Comenzó su carrera en el Bogotá F. C. donde debutó profesionalmente en 2017. En 2018 fichó por el Atlético Huila, club donde debutó el 6 de mayo de 2018 en la derrota por 1 - 0 ante el Boyacá Chicó.

### Genoa C. F. C.
El 8 de agosto de 2019 se oficializó su fichaje por el Genoa Cricket & Football Club de la Serie A de Italia por 2,5 millones de euros. Debutó el 26 de octubre anotando uno de los goles de la victoria 3 a 1 del Genoa ante el Brescia Calcio, entraría en el segundo tiempo y marcaría el empate parcial a un gol. En el siguiente partido hace su debut como titular en el equipo haciendo su primera asistencia para el empate parcial a un gol, al final caen 2-1 ante de la Juventus FC como visitantes.

### ACF Fiorentina
El 31 de enero de 2020 la ACF Fiorentina anunció su llegada como cedido hasta final de temporada con obligación de compra si jugaba un determinado número de partidos.

### Spezia Calcio
En septiembre del mismo año fue prestado al Spezia Calcio, que se guardó una opción de compra al final de curso. Debuta como titular el 27 de septiembre en la derrota 1-4 en casa frente al Sassuolo. Dicha opción no se hizo efectiva, pero el 31 de agosto de 2021 regresó al club en una nueva cesión.

### Al-Nasr S. C.
Tras finalizar la temporada descendiendo a la Serie B de Italia, abandonó el país y fichó por Al-Nasr S. C. de los Emiratos Árabes Unidos.

## Selección nacional
El 24 de mayo de 2022 fue convocado por primera vez a la selección de Colombia con miras de disputar un amistoso frente a Arabia Saudita a comienzos de junio.

## Estadísticas
| Club                      | Div.          | Temporada     | Liga  | Liga  | Liga   | Copas nacionales | Copas nacionales | Copas nacionales | Copas internacionales | Copas internacionales | Copas internacionales | Total | Total | Total  |
| Club                      | Div.          | Temporada     | Part. | Goles | Asist. | Part.            | Goles            | Asist.           | Part.                 | Goles                 | Asist.                | Part. | Goles | Asist. |
| ------------------------- | ------------- | ------------- | ----- | ----- | ------ | ---------------- | ---------------- | ---------------- | --------------------- | --------------------- | --------------------- | ----- | ----- | ------ |
| Bogotá F. C. · Colombia   | 2.ª           | 2017          | 11    | 0     | 0      | 6                | 0                | 0                | -                     | -                     | -                     | 17    | 0     | 0      |
| Bogotá F. C. · Colombia   | Total club    | Total club    | 11    | 0     | 0      | 6                | 0                | 0                | 0                     | 0                     | 0                     | 17    | 0     | 0      |
| Atlético Huila · Colombia | 1.ª           | 2018          | 15    | 0     | 0      | 2                | 0                | 0                | -                     | -                     | -                     | 17    | 0     | 0      |
| Atlético Huila · Colombia | 1.ª           | 2019          | 18    | 2     | 1      | 1                | 0                | 0                | -                     | -                     | -                     | 19    | 2     | 1      |
| Atlético Huila · Colombia | Total club    | Total club    | 33    | 2     | 1      | 3                | 0                | 0                | 0                     | 0                     | 0                     | 36    | 2     | 1      |
| Genoa C. F. C. · Italia   | 1.ª           | 2019-20       | 10    | 1     | 0      | 2                | 0                | 0                | -                     | -                     | -                     | 12    | 1     | 0      |
| Genoa C. F. C. · Italia   | Total club    | Total club    | 10    | 1     | 0      | 2                | 0                | 0                | 0                     | 0                     | 0                     | 12    | 1     | 0      |
| ACF Fiorentina · Italia   | 1.ª           | 2019-20       | 3     | 0     | 0      | 0                | 0                | 0                | -                     | -                     | -                     | 3     | 0     | 0      |
| ACF Fiorentina · Italia   | Total club    | Total club    | 3     | 0     | 0      | 0                | 0                | 0                | 0                     | 0                     | 0                     | 3     | 0     | 0      |
| Spezia Calcio · Italia    | 1.ª           | 2020-21       | 29    | 1     | 1      | 4                | 0                | 0                | -                     | -                     | -                     | 33    | 1     | 1      |
| Spezia Calcio · Italia    | 1.ª           | 2021-22       | 23    | 3     | 1      | 1                | 0                | 0                | -                     | -                     | -                     | 24    | 3     | 1      |
| Spezia Calcio · Italia    | 1.ª           | 2022-23       | 35    | 0     | 0      | 2                | 0                | 0                | -                     | -                     | -                     | 37    | 0     | 0      |
| Spezia Calcio · Italia    | Total club    | Total club    | 87    | 4     | 2      | 7                | 0                | 0                | 0                     | 0                     | 0                     | 94    | 4     | 2      |
| Total carrera             | Total carrera | Total carrera | 146   | 7     | 3      | 17               | 0                | 0                | 0                     | 0                     | 0                     | 163   | 7     | 3      |